# Harold Lowe
Harold Godfrey Lowe, britanski pomorščak, mornar in častnik, * 21. november 1882, Englwys Rhos, Conwy, Wales, † 12. maj 1944, Deganwy, Conwy, Wales.                           
Lowe je bil peti častnik na ladji RMS Titanic.

## Biografija

### Zgodnje življenje
Harold Lowe se je rodil v Llanrhosu v Caernarvonshireu v Walesu 21. novembra 1882. Bil je četrti sin od osmih. Njegov oče je imel ambicije zanj, da bi se bil pripravljen učiti za uspešnega poslovneža v Liverpoolu, toda Lowe se je odločil, da bo šel delat na morje. Ko je bil star 14 let je pobegnil od doma v Barmouth, kjer je obiskoval šolo in se pridružil trgovski mornarici, kjer je služil na ladjah, ki so plule ob zahodnoafriški obali. Lowe je začel službovati kot ladijski fant na krovu učnih obalnih šolarjev, ko je delal na pridobitvi spričeval. Leta 1906 je prejel spričevalo in pridobil certifikat drugega častnika, nato pa je leta 1908 pridobil spričevalo prvega častnika. V času, ko se je pridružil britanski prestižni pomorski družbi White Star Line, je leta 1911 pridobil mojstrsko spričevalo in po lastnih besedah "precej dobro služil na vsaki ladji na morju. Služil je kot tretji častnik na ladji Belgic družbe White Star, preden so ga leta 1912 premestili na ladjo RMS Titanic kot peti častnik. Kljub številnim letom delanja na morju, naj bi bila Titanicova krstna plovba njegovo prvo čezatlantsko potovanje.

### Na krovu ladje Titanic
Tako kot drugi mlajši častniki, se je moral tudi Lowe 26. marca 1912 ob 9:00 uri zjutraj oglasiti v pisarni družbe White Star Line, kjer se je prijavil kot peti častnik. Naslednji dan je odpotoval v Belfast, kjer se je čez pet dni vkrcal na Titanic. Dan pred odhodom ladje (9. aprila) na krstno plovbo, je Lowe med drugim pomagal pri spuščanju dveh reševalnih čolnov na desni strani ladje, da bi zagotovili Odboru za ladijsko trgovino, da je Titanic izpolnjeval varnostne predpise. Ko je Titanic 10. aprila odplul iz Southamptona, je bil Lowe na ladijskem mostu in po telefonu prenašal sporočila na različne dele ladje.

### Potop ladje
14. aprila 1912 zvečer, večer pred potopitvijo, je Lowe do 20:00 ure delal s šestim častnikom Jamesom Moodyem in potem odšel spat v svojo kabino. Ob 23:40 ga je prebudil trk ladje z ledeno goro, vendar je spal dalje še 30 minut. Kasneje je Lowe pojasnil: "Mi častniki nimamo veliko časa za spanje in zato, ko spimo, spimo kot mrtvi." Pol ure po trku se je Lowe zbudil in spoznal situacijo na ladji. Takoj se je oblekel v svojo službeno obleko in odšel na palubo čolnov, kjer so častniki že začeli pripravljati reševalne čolne. Tretji častnik Herbert Pitman ga je prosil za pomagat spuščati čolne. Okrog 1:30 je Lowe sodeloval v pogovoru s šestim častnikom Moodyem. Ko so na levi strani čolni zapuščali ladjo, je bilo ugotovljeno, da večina čolnov nima svojega častnika, ki bi mu poveljeval. Moody je ustrajal, da naj se Lowe vkrca v reševalni čoln št. 14. Lowe se je vkrcal v čoln št. 14 tik preden so ga začeli spuščati. Ko se je čoln spuščal, je Lowe v zrak s svojo pištolo izstrelil tri strele, da bi prestrašil skupino potnikov, ki je hotela skočiti v čoln.
Ko je čoln dosegel vodo in bil v celoti spuščen, je Lowe naročil, naj s čolnom odvesljajo vsaj 150 metrov stran od potapljajoče se ladje. Ko je Titanic ob 2:20 potonil, je Lowe začel zbirati moške potnike in člane posadke v čolnu št. 14, saj se je hotel vrniti na kraj potopa in rešiti preživele ljudi v vodi. V čolnu so bili zbrani Lowe, šest drugih članov posadke in en moški potnik. Najprej so počakali, da se je kričanje in prerivanje v vodi umirilo, kar je trajalo približno dvajset minut, in šele potem so moški v čolnu odšli na kraj nesreče. Medtem, ko je Lowe s svetilko svetil na trupla ljudi, je eden od članov posadke v čolnu pregledoval trupla umrlih. V reševanju je bilo ugotovljeno, da je bila voda premrzla, da bi kdo preživel in plaval proti čolnu. Štirideset minut po potopu so iz vode rešili le šest preživelih potnikov od katerih je en kmalu umrl zato ga je Lowe spustil nazaj v vodo. Kljub temu pa je bilo slišati le odmeve Loweovega glasu, ki je vpil: " Halo? Je še kdo živ? Ali me kdo sliši?" Lowe je pozneje pomagal rešiti še nekaj preživelih potnikov iz zložljivega čolna A. Naslednje jutro je Lowe in ostale preživele potnike rešila RMS Carpathia. Slika, ki jo je posnel potnik na Carpathiji prikazuje kako Lowe pomaga veslati do Carpathie. Lowe je v čolnu ostal dovolj dolgo, da je snel jadro s čolna.

### Vprašanja v preiskavi
Titanicovi preživeli potniki so v New York prispeli 18. aprila zvečer. Takoj, ko so prispeli, je bil Loweu izdan nalog, s katerim so ga pozvali, naj priča v ameriški preiskavi potopitve. Njegovo pričanje na zaslišanju ameriškega senata je bilo neposredno, pogosto do te mere, da je bil Lowe lahek pri vprašanjih; Na vprašanje, iz česa je sestavljena ledena gora, je Lowe odgovoril: "Led, predvidevam, gospod." zdravljenje ameriških oblasti. Še posebej so bili zmedeni, da preiskavo o potopu ladje vodijo moški, ki nimajo znanja o plovbi ali morju. Lowe se je 2. maja vkrcal na ladjo SS Jadran in se vrnil v Anglijo, kjer je sodeloval v ustrezni britanski preiskavi. 

### Poznejše življenje
Po vrnitvi v domači kraj Barmouth se je 1.300 ljudi udeležilo sprejema v njegovo čast v paviljonu Picture. Podarili so mu spominsko zlato uro z napisom "Prejema jo Harold Godfrey Lowe, peti častnik ladje RMS Titanic s prijatelji v Barmouthu in drugod, v znak priznanja in cenitve za njegove galantne storitve ob potopu Titanica 15. aprila 1912." 
Septembra 1913 se je Harold poročil z Ellen Marion Whitehouse in imela sta dva otroka, Florence Josephine in Harold William. Med prvo svetovno vojno je služboval v kraljevskem pomorski mornarici ter med rusko revolucijo in državljansko vojno služboval v Vladivostoku, pri čemer je dobil medaljo poročnika RNR. Po vojni se je vrnil, da bi služil pri mednarodnih trgovskih mornarskih ladjah in linijskih ladjah družbe White Star Line. Leta 1931 se je z družino preselil v Dengway.
Med drugo svetovno vojno se je dobrovoljno prijavil v svoj sektor in služil kot opazovalec v zračnem napadu, dokler ga slabo zdravje ni prisilo, da je moral zapustiti službo. 

### Smrt
Lowetovo zdravstveno stanje se je začelo slabšati kmalu po začetku druge svetovne vojne. Njegovo poslabšanje zdravja ga je prisililo, da je do konca življenja ostal na invalidskem vozičku. Umrl je zaradi hipertenzije, 12. maja 1944 v Deganwyu, v Conwyu, star 61 let. Njegovo truplo so pokopali v cerkvi Llandrillo-yn-Rhos v mestu Rhos-on-Sea v Severnem Walesu.